# George Habasch

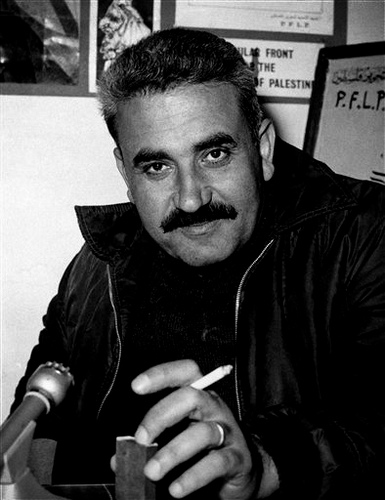
George Habasch (1969)

George Habasch (arabisch جورج حبش Dschordsch Habasch; englische Schreibweise George Habash; französische Schreibweise Georges Habache; * 2. August 1926 in Lydda, Palästina; † 26. Januar 2008 in Amman, Jordanien) war ein palästinensischer Politiker, Arzt und Gründer der Volksfront zur Befreiung Palästinas (PFLP). Von 1968 bis 2000 war er Generalsekretär der Organisation.

## Leben
Habasch, Sohn griechisch-orthodoxer Getreidehändler, und seine Familie wurden nach der Einnahme Lyddas durch israelische Truppen im Palästinakrieg 1948 aus ihrer Heimatstadt vertrieben. Bereits zuvor hatte Habasch an der Amerikanischen Universität in Beirut ein Medizinstudium begonnen, kehrte während der Kampfhandlungen aber aus dem Libanon in seine palästinensische Heimat zurück, um als Sanitäter zu dienen. Nach der Wiederaufnahme und schließlich 1951 dem Abschluss seines Studiums, mit Spezialausbildung zum Pädiater, arbeitete Habasch zunächst als Arzt in palästinensischen Flüchtlingslagern in Amman. Gleichzeitig engagierte er sich in der von ihm 1952 mitgegründeten Bewegung der Arabischen Nationalisten (ANM, Arab Nationalists’ Movement, arab. حركة القوميين العرب Harakat al-Qaumiyyīn al-cArab), die panarabistische Ziele verfolgte.
Nach der Niederlage mehrerer arabischer Staaten gegen Israel im Sechstagekrieg (Juni 1967) radikalisierte sich seine Einstellung in Richtung des Marxismus-Leninismus, was im Dezember 1967 zur Gründung der PFLP führte. Habasch wurde als Generalsekretär der Anführer der Organisation. Die PFLP, die Mitglied der PLO ist, versuchte, die Befreiung Palästinas mittels militärischer Gewalt und terroristischer Kommandoaktionen zu erreichen. In den späten 1960er Jahren und während der 1970er Jahre wurde sie vor allem durch ihre Flugzeugentführungen bekannt.
George Habasch trat im Juli 2000 aus gesundheitlichen Gründen von seiner Rolle als Generalsekretär der PFLP zurück.
Habasch war seit 1961 mit einer Cousine, Hilda Habasch, verheiratet, mit der er zwei Töchter hatte, die in Damaskus und Jerusalem zur Welt kamen.